# Imatra
Imatra là một thị xã và khu tự quản ở miền đông Phần Lan, được thành lập vào năm 1948 xung quanh ba khu định cư của công nghiệp gần biên giới Phần Lan-Nga. Trong 50 năm qua, các nhóm định cư vô định hình này đã phát triển thành một thị xã công nghiệp hiện đại bên hồ Saimaa, sông Vuoksi và biên giới. Nó đã đạt được điều lệ khu tự quản vào năm 1971.
Ở phía bên kia biên giới, 7 km (4 dặm) từ trung tâm của Imatra, nằm thị trấn Nga Svetogorsk. Saint Petersburg có cự ly 210 km về phía Đông Nam, thủ đô Helsinki của Phần Lan là 230 km (140 dặm) và Lappeenranta, Phần Lan thị trấn gần nhất, là 37 km (23 dặm). Imatra thuộc về hành chính của tỉnh Nam Phần Lan và khu vực Nam Karelia.
Một tòa lâu đài Art Nouveau hoặc lâu đài phong cách Jugend, hiện đang được biết đến với tên gọi Imatran Valtionhotelli, được xây dựng gần các ghềnh vào năm 1903 như là một khách sạn cho khách du lịch từ kinh đô Đế chê Nga ở Saint Petersburg.
Người sử dụng lao động chính trong thị xã nàylà Stora Enso Oyj, Thị xã Imatra, Ovako Bar Oy Ab và các lực lượng Cảnh sát biên giới Phần Lan. Tính đến tháng 10 năm 2003, tổng số lao động là 12.423 người. Tính đến tháng 12 năm 2004, có 1.868 nhân viên đã được sử dụng bởi các thị trấn của Imatra.
Imatra là nơi sinh của cầu thủ Liên đoàn hockey quốc gia Phần Lan Jussi Markkanen và Petteri Nokelainen.